# Noureddine El Khademi

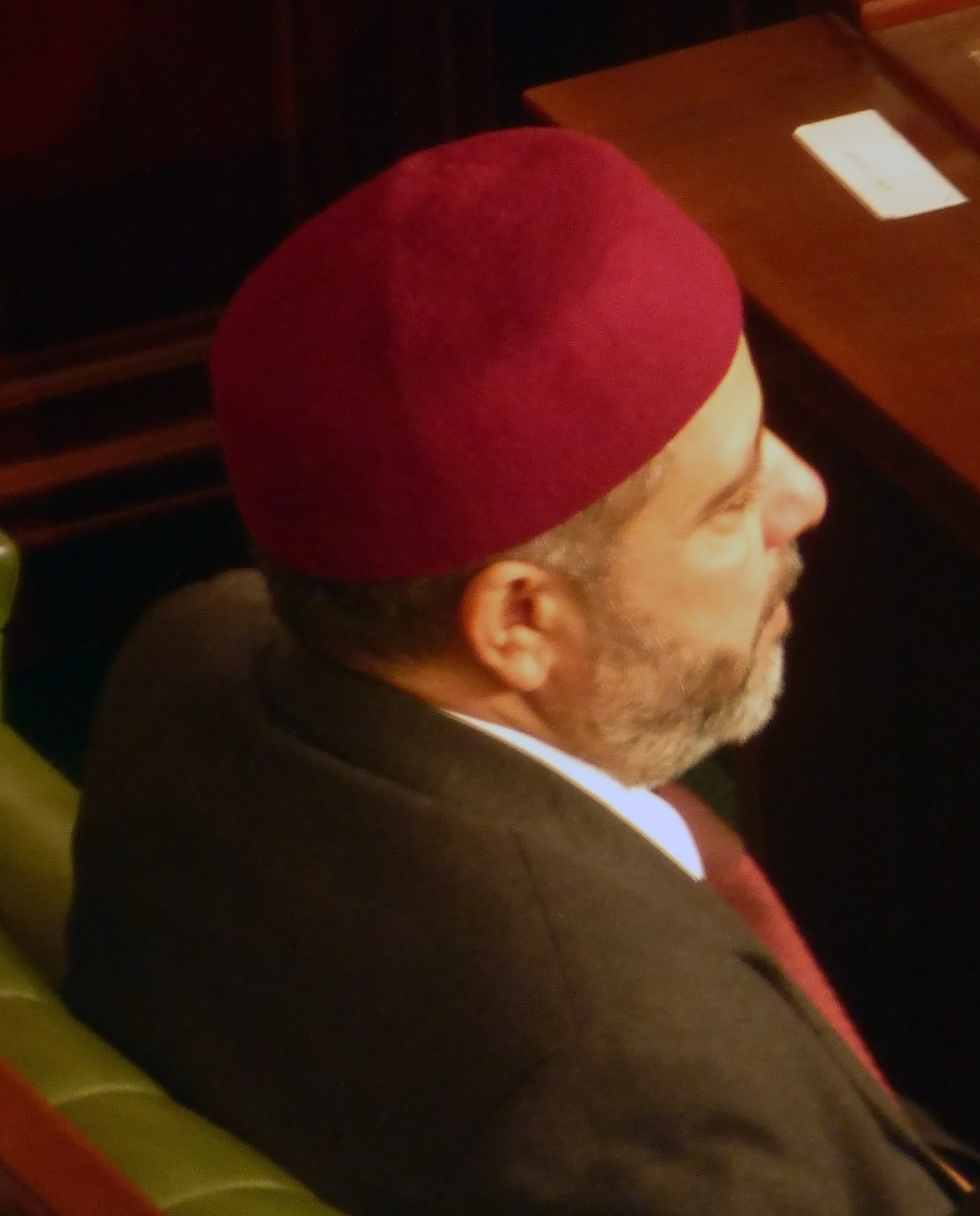
Noureddine El Khademi

Noureddine El Khademi (arabisch نور الدين الخادمي Nur ad-Din al-Chadimi; geb. 1963) ist ein tunesischer Politiker und eine Persönlichkeit des Islams. Er war der Minister für Religiöse Angelegenheiten.

## Leben
El Khademi lehrte Muslimische Theologie in Tunesien und Saudi-Arabien. Er verfasste Bücher zum Thema maqāsid (maqāsid asch-scharīʿa / maqāṣid aš-šarīʿa Zwecke der Scharia).
2011 trat er in das Kabinett von Hamadi Jebali als Minister für religiöse Angelegenheiten ein.
El Khademi war einer der Teilnehmer der hochrangig besetzten Internationalen Theologischen Konferenz „Islamische Lehre gegen Radikalismus“ am 25.–26. Mai 2012 in Moskau.

## Werke (Auswahl)
- al-Ijtihad al-Maqasidi Hujjiyyatuh Dawabituh Majalatuh, Katar 1998